# Stanisław Poniatowski (etnograf)
Stanisław Poniatowski (ur. 6 października 1884 w Ceranowie, zm. 7 stycznia 1945 w Litomierzycach) – polski etnograf, antropolog.

## Życiorys
Od 1902 studiował na Wydziale Mechanicznym Politechnice Warszawskiej, w 1906 wyjechał do Szwajcarii, gdzie rozpoczął studia na Uniwersytecie w Zurychu. W 1914 wziął udział w wyprawie naukowej na teren wschodniej Syberii, gdzie prowadził badania nad kulturą Oroczonów i Goldów. W latach 1916–1918 był wykładowcą etnologii i etnografii na Wydziale Przyrodniczym Towarzystwa Kursów Naukowych w Warszawie. W 1919 rozpoczął organizowanie Biblioteki Uniwersytetu Warszawskiego, w 1920 ochotniczo uczestniczył w wojnie polsko-bolszewickiej. W 1924 został wykładowcą Uniwersytetu Warszawskiego, w 1934 został profesorem nadzwyczajnym. 
Profesor oddz. łódzkiego Wolnej Wszechnicy Polskiej co najmniej w latach 1929-1936.
Po wybuchu II wojny światowej zaangażował się w tajne nauczanie oraz pomoc Żydom, za co został w 1942 aresztowany i uwięziony początkowo na Majdanku, a następnie w Groß-Rosen, skąd przetransportowano do obozu koncentracyjnego w Litomierzycach, gdzie zginął. 
Zasłynął jako zwolennik kulturowo-historycznej szkoły etnografii. Jego symboliczny grób znajduje się na cmentarzu Powązkowskim w Warszawie (kwatera 204-5-25).

## Wybrane publikacje

### Książki
- Etnografia Polski (1932)
- O pochodzeniu ludów aryjskich (1932)
- O metodzie historycznej... (1919)[5]

### Artykuły
- 1917/1918 O metodzie historycznej w etnologii i znaczeniu jej wyników dla historii, "Przegląd Historyczny", t. 11.
- 1947 Fakty etnologiczne i metody ich badań, "Lud", t. 37, s. 32-68[6].